# Piotr Bikont
Piotr Bikont, né le 12 mai 1955 à Poznań, mort le 27 juin 2017  à Sosnowiec, est un metteur en scène de théâtre, réalisateur et journaliste polonais. Il a également été militant de l'opposition démocratique, traducteur, critique gastronomique et acteur.

## Biographie

### Avant 1989
Piotr Bikont, alors étudiant d'anglais à l'université de Varsovie, commence dès 1977 à travailler avec le KSS "KOR" notamment en collaborant au trimestriel Puls (pl), pour lequel il traduit, entre autres Howl d'Allen Ginsberg. Étudiant de l'École nationale supérieure Leon-Schiller de cinéma, télévision et théâtre de Łódź (PWSFiT) il est un des responsables de l'Association indépendante des étudiants (pl) (NZS) élu en octobre 1980 membre du Comité national du NZS. Dans les années 1980-1981, il est un des rédacteurs du périodique de Łódź Solidarność z Gdańskiem. Du 13 décembre 1981 au 12 octobre 1982, il est interné du fait de l'état de guerre à Łowicz et Kwidzyn. Il obtient son diplôme à la faculté de mise en scène de la PWSFiT, tout en étant membre du comité de rédaction clandestin de Tygodnik Mazowsze (pl) (1982-1989). À la fin des années 1980, il réalise des documentaires consacrés à l'opposition polonaise comme Inny sierpień (L'Autre Août) (1988) avec Leszek Dziumowicz et Włodzimierz Płocharski, Ballada o strajku (Ballade sur la grève) (1988) ou Opowieści Okrągłego Stołu (Récits de la Table Ronde) (1989) avec Leszek Dziumowicz.

### Après 1989
De 1989 à 2001, Piotr Bikont est journaliste à Gazeta Wyborcza. Avec Anna Bikont, il publie le livre Małe vademecum Peerelu (Petit vademecum de la République populaire de Pologne. Parallèlement, il réalise des documentaires comme Znin - Paris - Venise, ou scènes de la vie de province (1992-1993) (cf. filmographie plus bas) et fait l'acteur occasionnel dans Les Ladies (pl) de Tomasz Konecki et Andrzej Saramonowicz (2008), Idealny facet dla mojej dziewczyny (pl) des mêmes cinéastes (2009), Śniadanie do łóżka (pl) (Le petit déjeuner au lit) de Krzysztof Lang (pl) (2010).
Il travaille aussi comme directeur de théâtre et metteur en scène, principalement à Łódź (théâtre Julian-Tuwim, Teatr Nowy, théâtre de marionnettes Arlekin (pl)), mais aussi au théâtre de Silésie à Katowice, au Teatr Powszechny de Varsovie, au théâtre KTO (pl) de Cracovie. Il est président de l'association de théâtre de Badów.
Il traduit en polonais Maus d'Art Spiegelman malgré les réticences d'un certain public qui crie à la provocation anti-polonaise.
Chroniqueur gastronomique dans les années 2000 pour Wprost (2002–2005) puis Newsweek Polska (pl) (à partir de 2005) avec Robert Makłowicz, il est l'auteur de plusieurs ouvrages notamment La Gastronomie juive selon Balbina Przepiórko et Album des gourmets polonais. Il est un des fondateurs en 2009 du festival culinaire de Wrocław « L'Europe au bout de ma fourchette » qui se poursuit depuis sa disparition,.
De 2010 à 2015, il dirige avec Maciej Piotr Prus (pl) la rédaction du magazine parlé Gadający Pies (pl) (Cracovie). Deux numéros spéciaux en langue anglaise paraissent sous le titre The Talking Dog.
Piotr Bikont meurt le 27 juin 2017, à l'âge de 62 ans, dans un accident de voiture.

## Filmographie
- 1979 : Feeling
- 1980 : Rekonstrukcja
- 1986 : Na szczycie
- 1987 : Fikcje przykładne
- 1988 : Ballada o strajku (avec Leszek Dziumowicz)
- 1988 : Inny sierpień (avec Leszek Dziumowicz)
- 1989 : Opowieści Okrągłego Stołu (avec Leszek Dziumowicz)
- 1991 : In Solidarity (avec Bolesław Sulik)
- 1991 : Podwójne potknięcie
- 1991 : Z dnia na dzień
- 1992 : Tunel
- 1993 : Żnin – Paryż – Wenecja, czyli sceny z życia prowincji (avec Grażyna Gradoń et Stanisław Manturzewski)
- 1994 : Włodzimierz Borowski
- 1995 : Praffdata
- 1999 : Z Czeczotem przes niebo i piekło
- 1999 : Stół bez kantów

## Famille
Il a été l'époux de l'écrivaine et journaliste Anna Bikont (dont il a eu deux enfants, Maniucha et Aleksandra) puis de l'actrice Mirosława Olbińska.

## Distinction
- Officier de l'Ordre Polonia Restituta (2008)